# Дон Фрейзер
Дон Фрейзер  (англ. Dawn Fraser, 4 вересня 1937) — австралійська плавчиня, олімпійська чемпіонка.

## Виступи на Олімпіадах
| Олімпіада     | Дисципліна                            | Місце     |
| ------------- | ------------------------------------- | --------- |
| Мельбурн 1956 | плавання на 100 метрів вільним стилем | 1         |
| Мельбурн 1956 | плавання на 400 метрів вільним стилем | 2         |
| Мельбурн 1956 | естафета 4 × 100 вільним стилем       | 1         |
| Рим 1960      | плавання на 100 метрів вільним стилем | 1         |
| Рим 1960      | плавання на 400 метрів вільним стилем | 5         |
| Рим 1960      | естафета 4 × 100 вільним стилем       | 2         |
| Рим 1960      | комплексна естафета 4 × 100           | 2         |
| Токіо 1964    | плавання на 100 метрів вільним стилем | 1         |
| Токіо 1964    | плавання на 400 метрів вільним стилем | 4         |
| Токіо 1964    | естафета 4 × 100 вільним стилем       | 2         |
| Токіо 1964    | комплексна естафета 4 × 100           | 4 h1 r1/2 |

## Зовнішні посилання
- Досьє на sport.references.com [Архівовано 17 вересня 2013 у Wayback Machine.]